# Драган Томовски
Драган Томовски (на македонска литературна норма: Драган Томовски) е северномакедонски архитект и урбанист.

## Биография
Драган Томовски е роден на 11 май 1911 година в град Скопие, тогава в Османската империя. Дядо му Михаил Георгиев е известен за времето си строител и изгражда историческата Мъжка гимназия в Скопие. Вуйчо му е Йосиф Михайлович е също известен архитект и градоначалник на Скопие в междувоенния период. Драган Томовски развива широка архитектурна и урбанистична дейност.
В периода преди Втората световна война Драган Томовски е на работа в Техническия отдел на община Скопие. След Втората световна война и след като Вардарска Македония остава в Югославия, със създаването на Министерството на строителството от правителството на Народна република Македония, Томовски работи като проектант в Бюрото за възстановяване и строителство на страната. В 1950 година е прехвърлен в кметството на град Скопие като ръководител на архитектурно-градоустройствената служба. При създаването на Института за архитектура и урбанизъм на град Скопие той е един от основателите и член на непосредственото ръководство на тази институция.
Драган Томовски се занимава и с градски дизайн. След земетресението в 1963 година работи като сътрудник и член на екипа за изготвяне на Общия градоустройствен план на град Скопие в Градския институт за урбанизъм и архитектура, в по-широк състав с чуждестранните сътрудници „Доксиадес” от Атина и „Полсервиз” от Варшава.
Драган Томовски изгражда множество сгради с различно предназначение, от които преобладават жилищни и социални сгради, последователно внедряващи международния стил. Сред по-значителните му проекти са Учителската школа с интернат в Битоля (1946), жилищни блокове в Карпош, Скопие (1947); хотел „Турист“ в Скопие (1958); жилищни кули в днешните скопски квартали Аеродром (1974) и в Капищец (1975), сградата на Общинското събрание в град Свети Никола (1975) и други.
Умира в 2009 година.

### Награди
За дългогодишната си ползотворна дейност в областта на архитектурата и урбанизма архитект Драган Томовски е носител на няколко награди, сред които:
- Награда на правителството на Народна република Македония по повод 5 години от съществуването на Народна република Македония за принос във възстановяването и развитието на Македония;
- Награда „13 ноември” на град Скопие за успешни постижения в областта на архитектурата;
- „Сребърен плакет” на град Скопие, като заслужил гражданин;
- Югославско отличие - Орден за заслуги към народа.[2]

Асоциацията на архитектите на Република Македония го награждава с престижната награда „Андрей Дамянов“ в 2004 година и става член на Архитектурната академия към Асоциацията на архитектите на Република Македония.